# 陳世昌
陳世昌（?—?），山東省濰縣人，清朝政治人物、進士出身。
光緒三十年，會試第248名；殿試登進士二甲115名，后授以主事分部學習。